# Мачичи, Николае
Николае Мачичи (7 ноября 1886 — 15 июня 1950) — румынский генерал-лейтенант времён Второй мировой войны. Командовал Первой армией сначала на стороне Оси (1941—1944), а затем на стороне Союзников (1944—1945). В 1945 году Бухарестский народный трибунал приговорил его к смерти (король помиловал его и снизил наказание до пожизненного заключения) по обвинению в убийствах гражданского населения в Одессе и он умер в тюрьме пятью годами позднее.
Участвовал также и в Первой мировой войне.

## Семья
Имел жену (брак в 1933) и сына.